# 奧馬爾·愛普斯

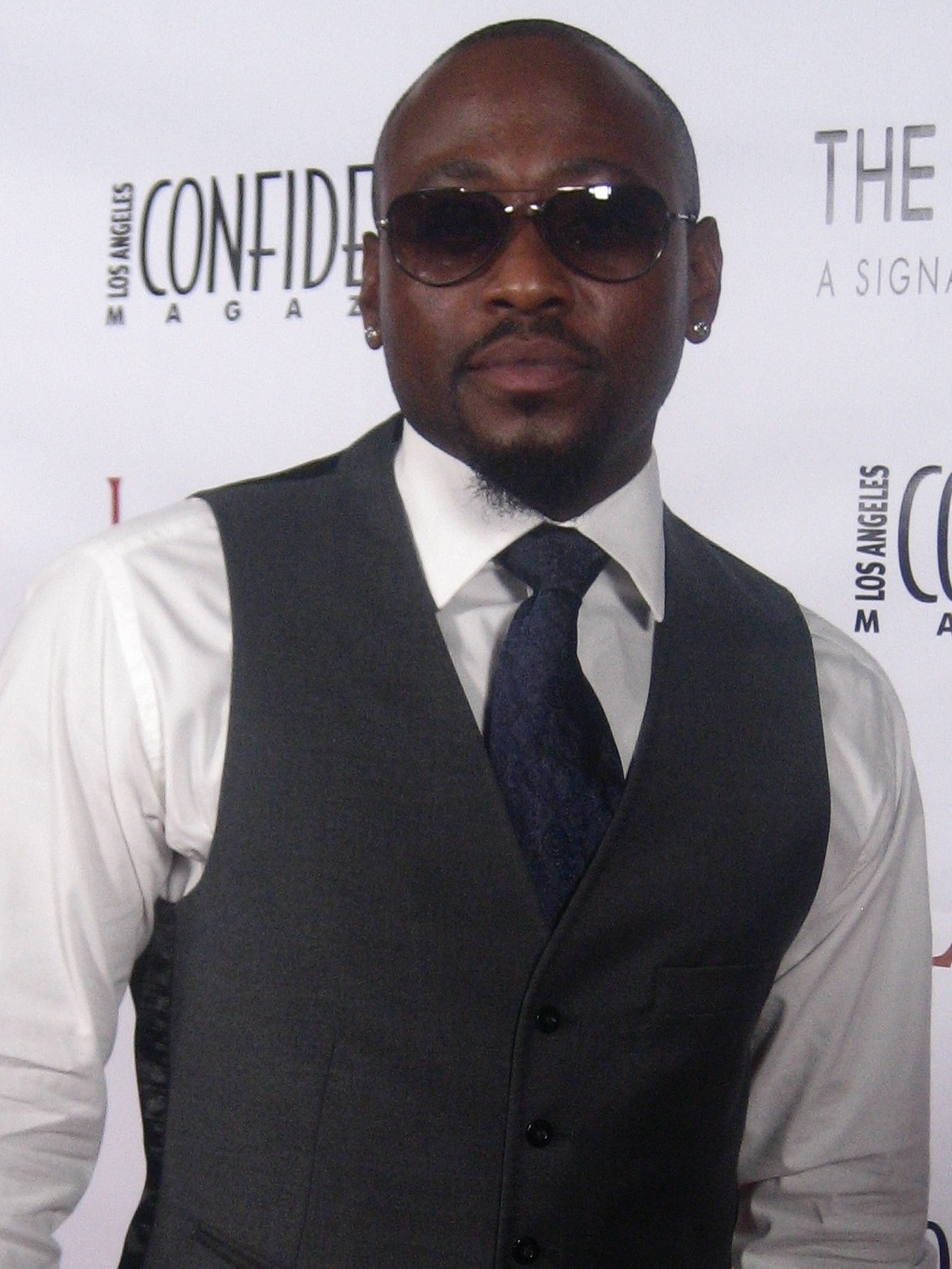
2008年

奧馬爾·愛普斯（英語：Omar Epps，1973年7月20日—）是一位美國演員、饒舌歌手、作曲家以及唱片監製，出生於美國紐約州布魯克林區。其著名電視影集作品包括福斯廣播公司影集《怪醫豪斯》系列中飾演佛曼醫生（Eric Foreman）以及美國廣播公司影集《Resurrection系列》中飾演J. Martin "Marty" Bellamy/Robert Thompson，其中憑著此劇演出而榮獲三屆有色人種促進協會形象獎劇情類最佳男配角(2007-2008,2013)，此外亦曾於部份影集中客串及常規演出，如《急診室的春天》等。電影方面，他亦於多部著名電影演出及配音，包括《驚聲尖叫2》、《The Wood》、《In Too Deep》、《Love & Basketball》等。

## 外部連結
- 奧馬爾·愛普斯在互联网电影资料库（IMDb）上的資料（英文）
- 奧馬爾·愛普斯的X（前Twitter）
- 奧馬爾·愛普斯的Facebook專頁